# Wolf Endre (zongoraművész)
Wolf Endre (Budapest, 1908. február 14. – Budapest, 1980. augusztus 30.) zongoraművész, pedagógus.

## Élete
Wolf Vilmos gépészmérnök és Buchwald Margit (1883–1959) gyermekeként született zsidó családban. Középiskolai tanulmányait a terézvárosi M. Kir. Állami Kemény Zsigmond Gimnáziumban végezte, majd gépészmérnöki diplomát szerzett. Zenei tanulmányait a Fodor Zeneiskolában kezdte és a Zeneakadémián folytatta, ahol Székely Arnold, Szabados Béla és Unger Ernő növendéke volt. 1935 és 1939 között Heinemann Sándor nagyzenekarában játszott Svájcban. A második világháború után tagja volt Schenkelbach Fülöp zenekarának és Len Hughes együttesének is. Főképp szállodákban és szórakozóhelyeken játszott, de muzsikált színházakban is (Jókai Színház, Vidám Színpad). Gyakran szerepelt a rádióban, a filmgyárban, s a Magyar Hanglemezgyártó Vállalat felvételeiben is részt vett. 1950 és 1965 között az Országos Szórakoztatózenei Központ stúdió tanára volt.